# Clematis zhejiangensis
Clematis zhejiangensis är en ranunkelväxtart som beskrevs av R. J. Wang. Clematis zhejiangensis ingår i släktet klematisar, och familjen ranunkelväxter. Inga underarter finns listade i Catalogue of Life.